# Andy Hurley
Andrew John Hurley (født 31. maj 1980 i Milwaukee, Wisconsin) er mest kendt som trommeslageren i det amerikanske band Fall Out Boy, som han blev medlem af i 2003 efter bandets EP-debut Fall Out Boy's Evening Out With Your Girlfriend.
Før Fall Out Boy, spillede han trommer for bands som Racetraitor, Make Them Talk, Global Scam, Kill the Monkey Friends og Vegan Reich.
Han siger han var en ballademager da han var barn/teenager og var ligeglad med alt og drak sig fuld hele tiden, men nu lever han en såkaldt «straight edge»-livsstil, og er veganer. Hans far døde da han var 5 år gammel, og han blev opdraget af hans mor som var sygeplejerske.